# Hylodes phyllodes
Hylodes phyllodes är en groddjursart som beskrevs av Heyer och Reginald B. Cocroft 1986. Hylodes phyllodes ingår i släktet Hylodes och familjen Hylodidae. IUCN kategoriserar arten globalt som livskraftig. Inga underarter finns listade i Catalogue of Life.